# 漢堡殖民學院
漢堡殖民學院（德語：Hamburgisches Kolonialinstitut）是一家曾位於德國漢堡的學院，是柏林西非會議後殖民地爭奪白熱化階段期間建立。
學院主要由漢堡科學基金會集資數百萬德國馬克興建，於1908年10月20日正式創立。第一次世界大戰後，大部份科系被併入新創立的漢堡大學亞非學院。學院於2007年被正式廢除。